# 布里塔妮·海斯
布里塔妮·海斯（英語：Brittany Hayes，1985年2月7日—），美国女子水球运动员。她曾代表美国国家队参加2008年夏季奥林匹克运动会水球比赛，结果队伍获得一枚银牌。